# 빌라치드로

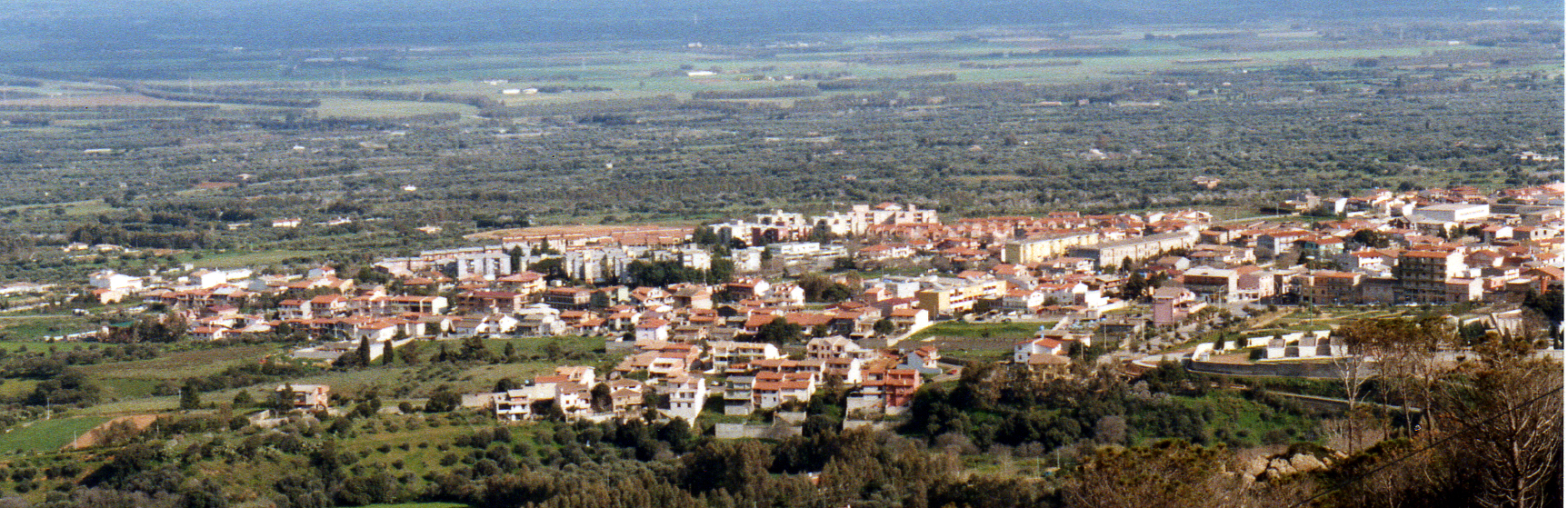
빌라치드로

빌라치드로(이탈리아어: Villacidro, 사르데냐어: Biddacidru)는 이탈리아 사르데냐주 수드사르데냐도에 위치한 코무네로 면적은 183.55km2, 높이는 456m, 인구는 14,534명(2008년 11월 30일 기준), 인구 밀도는 79명/km2이다.